# SHIFT CONTROL
SHIFT_CONTROL（シフト・コントロール）は、日本の4人組ロックバンド。略称「シフコン」。所属事務所・レコード会社は、No Big Deal Records。

## 概要
高校時代、地元の岐阜駅に併設されていた「ハートフルスクエアーG」という公共施設でコピーバンドをやっていたアサノチャンジが宮崎良太と出会う。
大学を卒業するタイミングで当時のギターが就職で脱退。ドラムは農家になり、アサノチャンジと宮崎良太だけになってしまったが「音楽をやめたくないし、活動も止めたくない」ため、サポートを立てて活動を続けた。
2018年2月、脱退したギタリストと親友だった岡村耕介は所属していたバンドが活動休止になり、アサノチャンジから「岡村くんは本当にいいギターを弾く人で、前から一緒にやってみたかった。でも、別でバンドを組んでるし、そんなことは叶わないだろうと思っていたら、タイミングよく巡り会えた」との趣旨の連絡をもらう。
活動を続けるなかでドラマーを探し2019年4月、くまおかりおが所属していた別のバンドと吉祥寺で対バンをした。アサノチャンジはくまおかりおのパフォーマンスを見て、シフコンに合うと確信し、ダメ元で「ぜひ入ってほしい」と正式メンバーになるのが前提で依頼をした。宮崎の長文のLINEメッセージを見て、くまおかが加入。
2019年、『No Big Deal Records Audition 2019』でグランプリを獲得、同事務所と育成契約を締結。その後、初の全国流通盤となる1stミニアルバム『Afterimage』をNo Big Deal Recordsからリリースしデビューした。
影響を受けたバンドとして、ELLEGARDEN、cinema staffを挙げている。

## 略歴
2014年
- アサノチャンジが岐阜県で“Shift Control”を結成。

2018年
- 『No Big Deal Records Audition 2019』でグランプリを獲得し、同事務所と育成契約を締結。

2019年
- 11月、“Shift Control”から“SHIFT_CONTROL”へ改名、ギターの岡村耕介とドラムのくまおかりおが正式加入する。

2020年
- 1月29日、初の全国流通盤となる1stミニアルバム『Afterimage』をNo Big Deal Recordsからリリースしデビュー。
- 10月14日には、2ndミニアルバム『Slowmotion』をリリース。

2021年
- 4月28日、2ndデジタルシングル「Nocturne」をリリース。
- 11月3日、3rdミニアルバム『inVisible』をリリース。

2022年
- 5月25日、デジタルシングル「Navy」をリリース。
- 9月7日、デジタルシングル「JUMP」をリリース。
- 12月21日、デジタルシングル「YOURAY」をリリース。

2023年
- 5月31日、初のフルアルバム『MakeMyName』を発売[2]。
- 7月30日 - 東京・Spotify O-Crestにて開催の「MakeMyName Tour 2023」のファイナル公演をもって宮崎良太（ベース）が脱退[3]。

2024年
- 4月24日 - 配信シングル「HAYATE」をリリース。翌25日に同曲のミュージック・ビデオをバンドの公式YouTubeチャンネルで公開した[4]。
- 6月12日 - 配信シングル「MUSIC」をリリース。ミュージック・ビデオも制作され、バンドの公式YouTubeチャンネルで公開された[5]。

## 作品

### 配信シングル
| 発売日         | タイトル     | 備考                                                                |
| -------------- | ------------ | ------------------------------------------------------------------- |
| 2019年12月24日 | Override     |                                                                     |
| 2020年7月29日  | バーンアウト |                                                                     |
| 2020年9月2日   | irony        |                                                                     |
| 2021年4月28日  | Nocturne     |                                                                     |
| 2022年5月25日  | Navy         |                                                                     |
| 2022年9月7日   | JUMP         |                                                                     |
| 2022年12月21日 | YOURAY       |                                                                     |
| 2023年4月26日  | ニヒル       | アルバム『MakeMyName』（2023年5月31日発売予定）からの先行配信楽曲。 |
| 2024年4月24日  | HAYATE       | [ 4 ]                                                               |
| 2024年6月12日  | MUSIC        | [ 5 ]                                                               |